# Нандадеви
Нандаде́ви или На́нда-Де́ви — вторая по высоте гора Индии и высочайшая из полностью расположенных на территории страны (Канченджанга располагается на границе с Непалом). 23-я по высоте вершина мира.
Высота горы над уровнем моря — 7816 м, до 1808 года считалась высочайшей вершиной мира, уступив первенство Дхаулагири. Вторая, восточная, вершина расположена на высоте 7434 м.
Гора в стране имеет важное религиозное значение, у её подножия проводятся фестивали. По некоторым местным легендам, на вершине Нандадеви люди и животные спаслись от Всемирного потопа.
Несмотря на то, что Нандадеви не входит в число «восьмитысячников», подъём на вершину довольно сложен даже для профессиональных альпинистов. Первое восхождение на гору зарегистрировано в 1936 году, на восточной вершине — в 1939 году. В 1951 году на восточную вершину Нандадеви в составе французской экспедиции, предпринимавшей (неудачно) попытку траверса вершин, поднялся будущий первовосходитель на Эверест Тенцинг Норгей. В 1976 году совместная экспедиция японских и индийских альпинистов осуществила первый успешный траверс двух вершин Нанда-Деви.
Гора входит в состав одноимённого национального парка, вместе с Долиной Цветов составляющего объект Всемирного наследия ЮНЕСКО.
Между горами Нандакот (6861 м) и Нанда-Деви находится ледник Пиндари, популярный туристический объект.